# ربودن سیناترا
ربودن سیناترا یا دزدیدن سیناترا (به انگلیسی: Stealing Sinatra) فیلمی محصول سال ۲۰۰۳ و به کارگردانی ران آندروود است. در این فیلم بازیگرانی همچون دیوید آرکت، ویلیام اچ میسی، جیمز روسو، توماس ایان نیکلاس، سام مک‌موری و اریک جانسون ایفای نقش کرده‌اند.